# Europabrücke

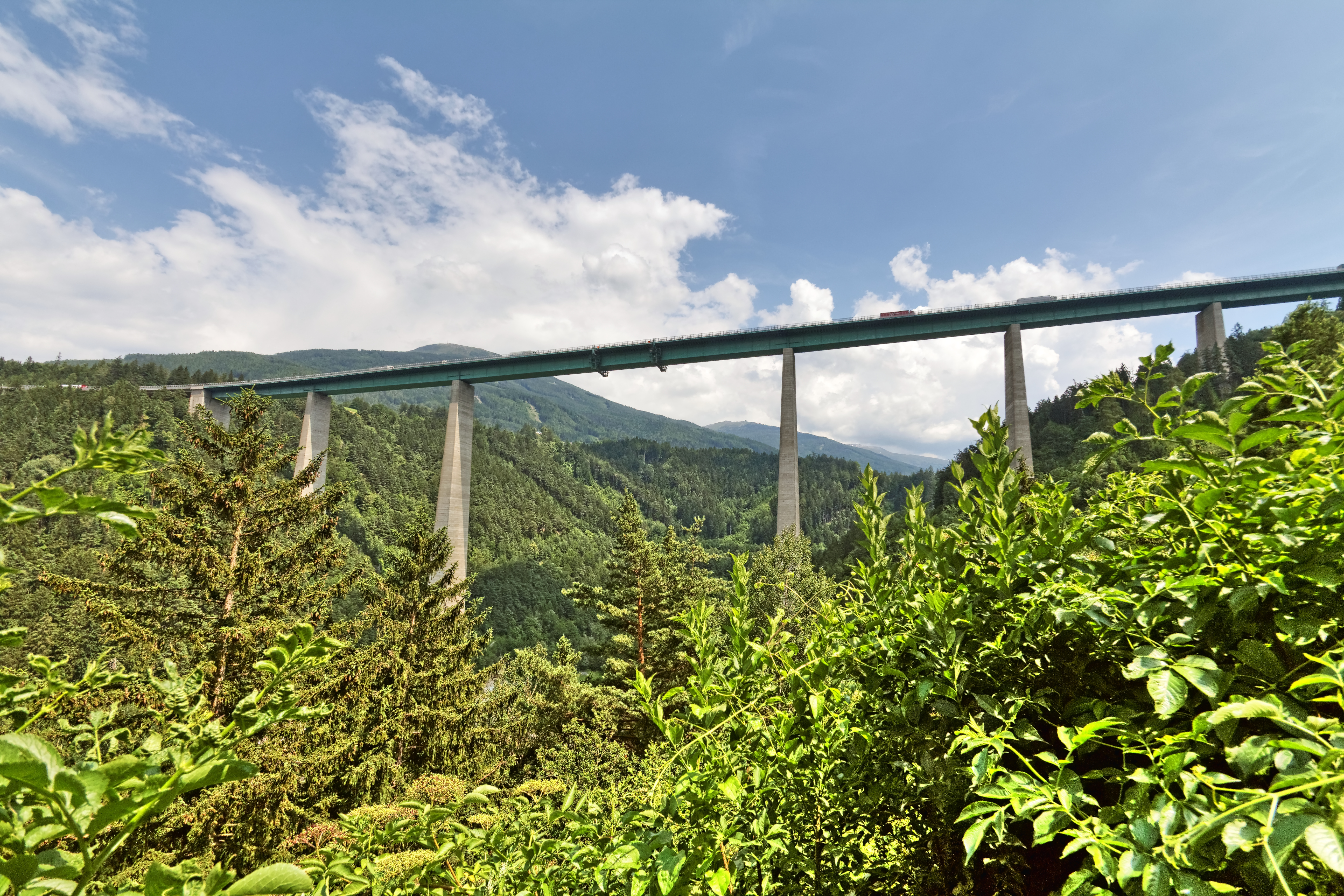

Europabrücke – most w ciągu autostrady A13 w Austrii.
Obiekt powstawał w latach 1959–1963. Długa na 837 metrów przeprawa była w latach 1964–2004 najwyższym mostem w Europie. Najwyższy filar ma wysokość 146,5 metra, a największe przewyższenie nad ziemią wynosi aż 192 metry. Od strony południowej powstał MOP, w pobliżu którego znajduje się punkt widokowy na most oraz kaplica. Przejazd wiaduktem jest płatny - dla samochodów osobowych wynosi 11 euro. 14 grudnia 2004 roku stracił miano najwyższego na rzecz wiaduktu Millau we Francji.